# Hirics
Hirics község Baranya vármegyében, a Sellyei járásban.

## Fekvése
Az Ormánság középső-déli részén helyezkedik el, Vajszlótól dél-délkeleti irányban. Déli határszéle közel 4 kilométer hosszan egybeesik a déli országhatárral.
A további szomszéd települések  határ magyar oldalán: északkelet felől Baranyahídvég, kelet felől Kisszentmárton, nyugat felől Vejti, északnyugat felől pedig Lúzsok. Dél felől a legközelebbi település a horvátországi Monoszló (Podravska Moslavina).

### Megközelítése
Csak közúton érhető el, legegyszerűbben az 5821-es út Vajszló-Vejti közti szakaszáról kelet felé letérve, az 58 134-es számú mellékúton. Kisszentmártonnal egy alsóbbrendű, önkormányzati út köti össze.

## Története
Hirics (Kő-) nevét egy 1244-ből származó oklevél említi először. 1346-ban ugyancsak említik egy oklevélben p. Kuhyrich néven. Területe a pécsi káptalan birtoka volt már 1244-ben, Vajszló határjárásakor.

## Közélete

### Polgármesterei
- 1990–1994: Böde Lajos (független)[3]
- 1994–1998: Böde Lajos (független)[4]
- 1998–2002: Böde Lajos (független)[5]
- 2002–2006: Böde Lajos (független)[6]
- 2006–2010: Böde Lajos (független)[7]
- 2010–2014: Böde Lajos (független)[8]
- 2014–2019: Böde Lajos (független)[9]
- 2019–2024: Berta Sándor (független)[10]
- 2024– : Berta Sándor József (független)[1]

## Népesség
A település népességének változása:
| Lakosok száma | 238  | 235  | 237  | 238  | 235  | 230  | 236  | 231  |
|               | 2013 | 2014 | 2015 | 2019 | 2021 | 2022 | 2023 | 2024 |

A 2011-es népszámlálás során a lakosok 97,9%-a magyarnak, 45,6% cigánynak, 0,4% horvátnak mondta magát (2,1% nem nyilatkozott; a kettős identitások miatt a végösszeg nagyobb lehet 100%-nál). A vallási megoszlás a következő volt: római katolikus 54,4%, református 8,4%, felekezeten kívüli 24,5% (12,7% nem nyilatkozott).
2022-ben a lakosság 96,5%-a vallotta magát magyarnak, 21,3% cigánynak, 0,4% horvátnak, 0,4% egyéb, nem hazai nemzetiségűnek (3,5% nem nyilatkozott; a kettős identitások miatt a végösszeg nagyobb lehet 100%-nál). Vallásuk szerint 63% volt római katolikus, 9,6% református, 20,9% felekezeten kívüli (6,5% nem válaszolt).